# Superdeterminism
Superdeterminism är den strängaste formen av determinism, som är teorin om att allting som sker är orsaksbestämt. Begreppet myntades av John Bell. Enligt Bell visade kvantmekaniken att allting som sker, inklusive mänskliga handlingar, är förutbestämt. Det är denna kvantmekaniska form av determinism Bell kallade superdeterminism. Den gör enkelt uttryckt gällande att allt som sker är orsakat av saker som har skett tidigare. Den franska fysikern Alain Aspect har försökt bevisa teorin, men resultaten är inte allmänt accepterade.